# Scinax granulatus
Scinax granulatus là một loài ếch trong họ Nhái bén.
Nó được tìm thấy ở Argentina, Brasil, Paraguay, và Uruguay.
Các môi trường sống tự nhiên của chúng là vùng cây bụi ôn đới, vùng cây bụi ẩm khu vực nhiệt đới hoặc cận nhiệt đới, vùng đồng cỏ ôn đới, đồng cỏ nhiệt đới hoặc cận nhiệt đới vùng ngập nước hoặc lụt theo mùa, hồ nước ngọt, đầm nước ngọt, đầm nước ngọt có nước theo mùa, vùng đồng cỏ, các đồn điền, vườn nông thôn, các vùng đô thị, khu vực trữ nước, ao, và kênh đào và mương rãnh.

## Hình ảnh

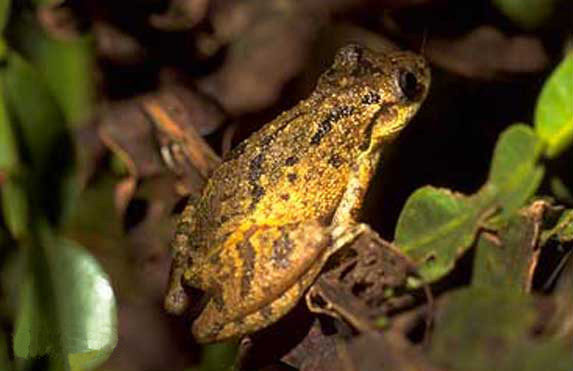